# Appuntamento sotto l'albero
Appuntamento sotto l'albero (Christmas in My Hometown) è un film per la televisione del 1996 diretto da Jerry London.